# Anchor Point (Terre-Neuve-et-Labrador)
Pour les articles homonymes, voir Anchor Point.
Anchor Point est une ville située sur l'île de Terre-Neuve dans la province de Terre-Neuve-et-Labrador au Canada. La population y était de 326 habitants en 2011. Elle est située sur la côte ouest de la péninsule Northern au sud de Flower's Cove. C'est la première ville anglaise fondée sur ce qui est appelée la « côte française » de Terre-Neuve. Elle est située sur la route 430.

## Démographie
| Année | Population |
| ----- | ---------- |
| 1996  | 350        |
| 2001  | 201        |
| 2006  | 309        |
| 2011  | 326        |

## Annexe